# Gymnacranthera ocellata
Gymnacranthera ocellata är en tvåhjärtbladig växtart som beskrevs av R.T.A. Schouten. Gymnacranthera ocellata ingår i släktet Gymnacranthera och familjen Myristicaceae. Inga underarter finns listade i Catalogue of Life.